# 아델 에맘

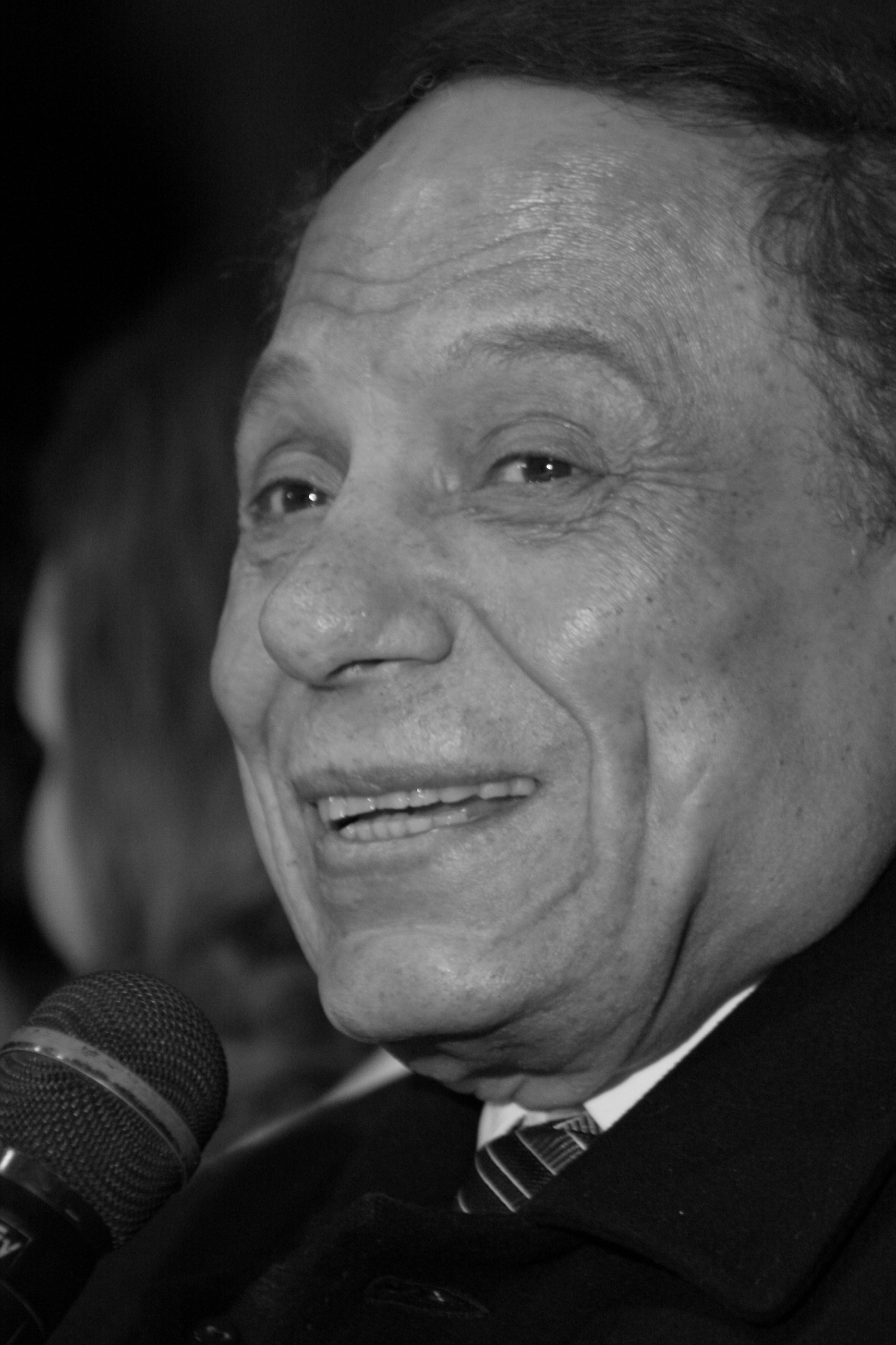
아델 에맘

아델 에맘(영어: Adel Emam, 아랍어: عادل إمام, 1940년 5월 15일 ~ )은 이집트의 영화 배우 겸 영화 감독이다. 다칼리야 주 만수라 출신이며, 카이로 대학교에서 학사 박위를 받았다.